# Brookesia micra
Espèce
Statut de conservation UICN

 NT  : Quasi menacé
Brookesia micra est une espèce de sauriens de la famille des Chamaeleonidae.
Elle a été découverte en 2007 et décrite en février 2012. Jusqu'en 2021 – et la découverte de Brookesia nana –, Brookesia micra était considéré comme l'un des plus petits reptiles et la plus petite espèce connue de caméléon au monde avec en moyenne 23,6 millimètres de long à l’âge adulte.

## Taxinomie
Son nom d'espèce, du grec ancien , mikros, « petit », lui a été donné en référence à sa taille.

## Répartition et habitat

### Répartition
Cette espèce est endémique de la région de Diana à Madagascar. Elle a été découverte sur Nosy Hara près du cap d'Ambre.

### Habitat

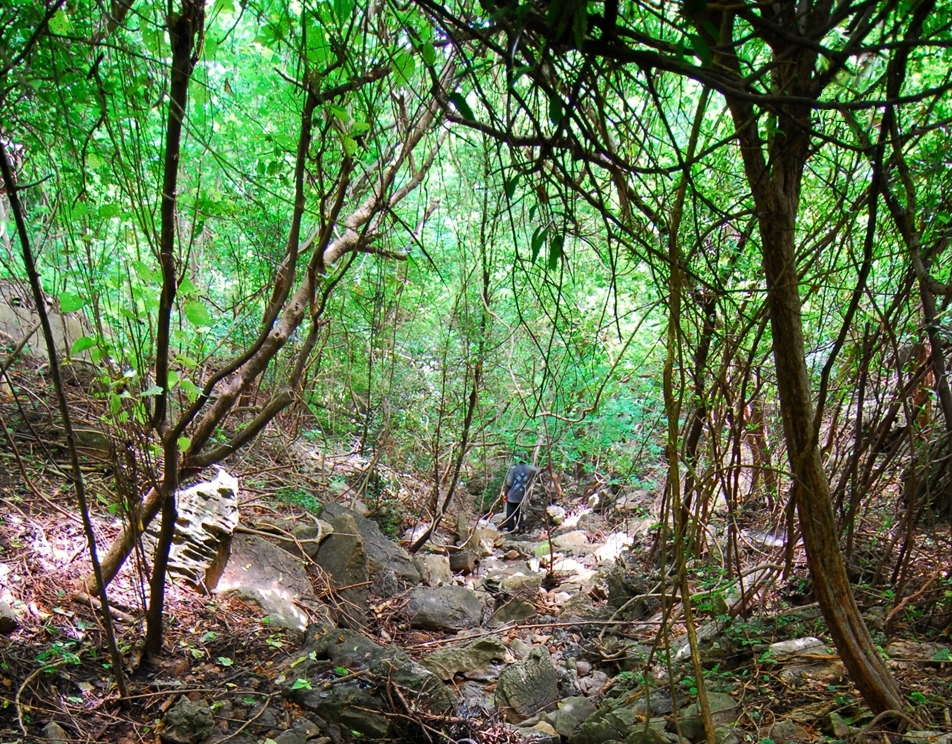
Habitat du Brookesia micra sur l'archipel Nosy Hara.

Cette espèce mène une vie diurne et terrestre sur le sol des forêts. Pendant la journée, ils se déplacent sur les blocs de calcaire et entre les feuilles mortes de leur habitat. La nuit, les animaux se replient sur des branches à un niveau bas (5 à 10 cm au-dessus du sol).

## Description

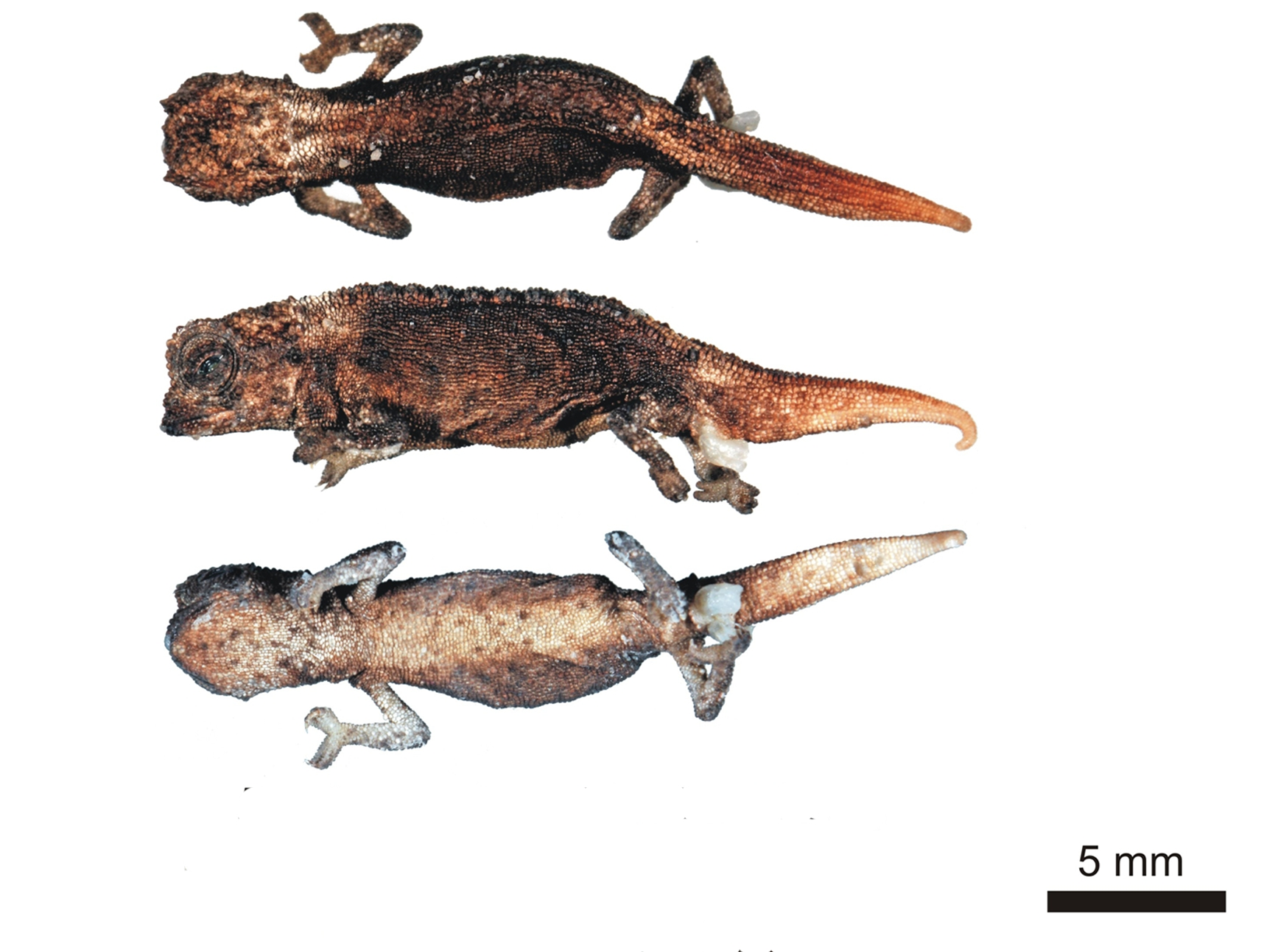
Holotype

En fonction d'une étude du Zoologische Staatssammlung, l'holotype mâle de l'espèce mesure 23,6 mm en longueur totale et de 15,3 à 15,8 mm SVL (sans la queue) ; les femelles de 26,9 à 28,8 mm en longueur totale et de 18,7 à 19,9 mm SVL.

### Galerie

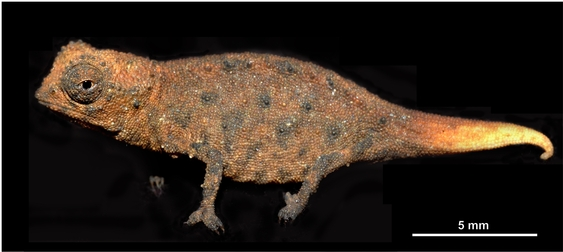
Brookesia micra adulte
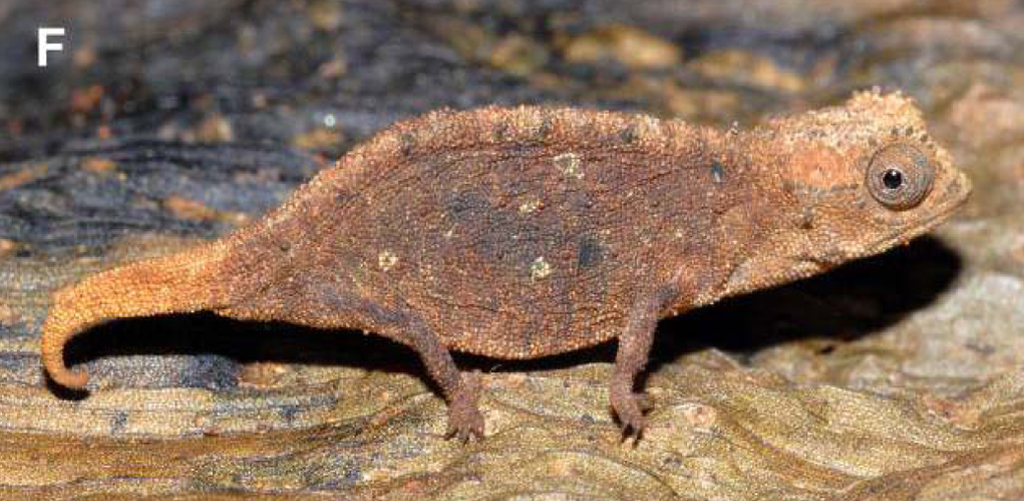
Brookesia micra femelle
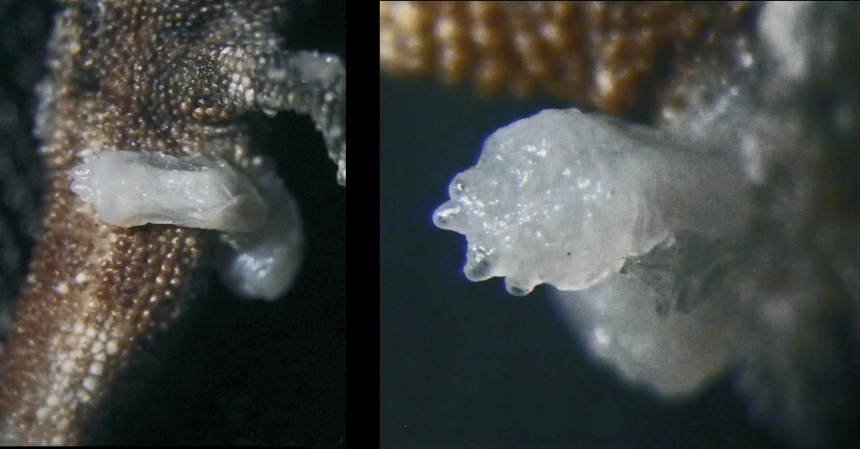
Hémipénis d'un Brookesia micra
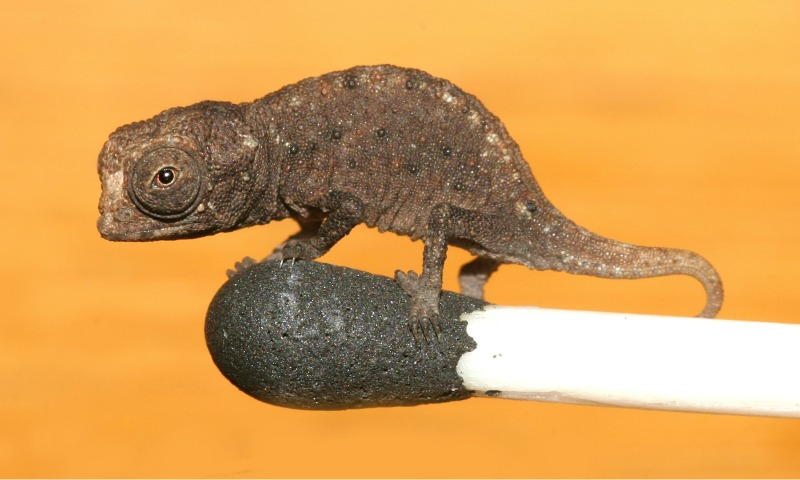
Brookesia micra juvénile sur une tête d'allumette.
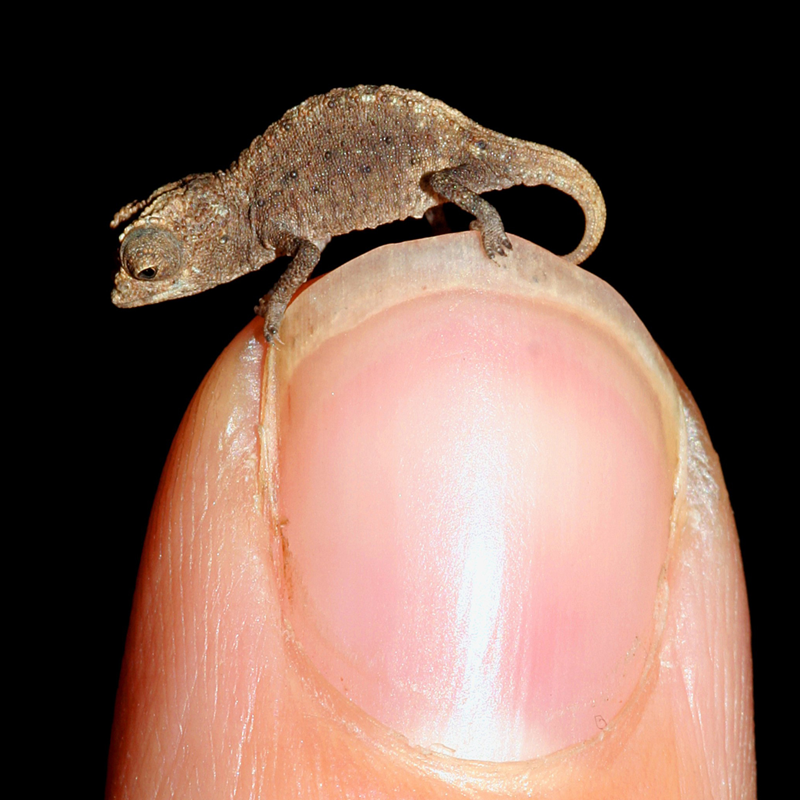
Brookesia micra juvénile sur un ongle de doigt

## Publication originale
- Glaw, Köhler, Townsend & Vences, 2012 : Rivaling the World’s Smallest Reptiles: Discovery of Miniaturized and Microendemic New Species of Leaf Chameleons (Brookesia) from Northern Madagascar. PLoS ONE, vol. 7, n. 2, p. e31314 (texte intégral).